# CFFA
Centre de Formation de Football Andoharanofotsy w skrócie CFFA – madagaskarski klub piłkarski z siedzibą w Antananarywie, występujący w pierwszej lidze madagaskarskiej.

## Sukcesy
- I liga[1]:
  - mistrzostwo (1):  2022.

- Puchar Madagaskaru[2]:
  - zwycięstwo (1):  2021.

## Występy w afrykańskich pucharach
| Sezon     | Rozgrywki           | Runda   | Kraj     | Klub              | Dom | Wyjazd | Dwumecz |
| --------- | ------------------- | ------- | -------- | ----------------- | --- | ------ | ------- |
| 2021/2022 | Puchar Konfederacji | 1       | Zambia   | Kabwe Warriors    | 0–0 | 2–1    | 2–1     |
| 2021/2022 | Puchar Konfederacji | 2       | Angola   | GD Interclube     | 0–3 | –      | 0–3     |
| 2022/2023 | Puchar Mistrzów     | wstępna | Eswatini | Royal Leopards FC | 2–3 | 1–2    | 3–5     |

## Stadion
Domowe mecze klub rozgrywa na stadionie o nazwie Andoharanofotsy Football Parc w Antananarywie, który może pomieścić 1000 widzów.